# Песимізація
Песимізація — зниження позиції сайту у видачі пошукової системи (штучне зниження релевантності запиту). Щодо пошукової системи Google англомовна термінологія має відповідне слово «Google penalty».

## Причини появи
Накладається на сайти адміністраторами пошукових систем або автоматично після виявлення нечесних прийомів розкрутки сайті, що песимізовано. Це зазвичай наявність неунікального контенту і швидкий набір неприродних посилань, а також агресивна реклама, віруси в коді та ін.
Застосовуючи песимізацію, пошукові системи прагнуть зробити свою видачу кориснішою та релевантнішою до пошукового запиту користувача.